# André Hazes
André Hazes, född 30 juni 1951, död 23 september 2004, var en nederländsk musiker och sångare i genren levenslied (ungefär: sånger om livet) som är en sorts folkmusik om vardagslivet som sjungs på nederländska. Hazes räknas som en av de mest framgångsrika nederländska sångarna med 31 album och 54 singlar. 

## Biografi
André Hazes föddes 1951 i Amsterdam. Vid åtta års ålder blev han upptäckt av den nederländska TV-personligheten Johnny Kraaykamp och gjorde därefter sin debut i TV. Hans karriär tog inte fart efter detta utan André tog många olika jobb och blev mest lokalt känd som den sjungande bartendern.
År 1976 skrev han "Eenzame Kerst" (ungefär: Ensam jul) och blev först nu känd med hjälp av Willy Alberti som såg till att singeln släpptes. 1979 blev han erbjuden ett skivkontrakt av EMI och nu tog hans karriär fart. "Een Vriend" (sv: en vän) och "Een Beetje Verliefd" (sv: En liten bit kärlek) blev båda hit-låtar med topp-tio-placeringar. Han nådde sin största framgång 1977 med hitlåten "De Vlieger" (en: The Kite) som blev en nederländsk evergreen.
Under 1981 belönades han med Zilveren Harp (sv: silverharpan) för albumet Gewoon André (sv: Helt enkelt André) som sålde i mer än 500 000 exemplar och gav platina fem gånger om under det första försäljningsåret och ytterligare två platina-noteringar under de två efterföljande åren.
1988 sjöng han sången Wij houden van oranje (sv: Vi älskar orange) i samband med de nationella fotbollsmästerskapen. Låten blev väldigt populär i Nederländerna, Orange är den officiella nederländska färgen och namnet på det Nederländska nationella fotbollslaget.
André var känd för sin ohälsosamma livsstil och sade själv en gång: Om det inte vore för mitt kändisskap så hade jag definitivt varit alkoholist.
Den 23 september 2004 dog han av hjärtstillestånd. Till sist kom hans livsstil ikapp honom och på något sätt blev han mer berömd efter sin död än han var innan.
Den 29 september 2004 släpptes singeln Zij Gelooft In Mij och blev hans första förstaplacering på den nederländska topp 40-listan.
På dagen ett år efter sin död och i enlighet med sina egna önskningar spreds hans aska över himlen med hjälp av en typ av fyrverkeripjäser. Samma dag invigde man en staty över honom i Pijp, Amsterdam, när hans födelseplats.